# 拟壁钱科
拟壁钱科（学名：Oecobiidae）为蜘蛛目的一个科。此科的模式属为拟壁钱属(Oecobius)。

## 下级分类
本科包括以下属：
- 拟壁钱属 Oecobius
- Paroecobius
- Platoecobius
- 壁钱属 Uroctea
- Urocteana
- Uroecobius